# Aeroporto di Abu Simbel
L'Aeroporto di Abu Simbel (in arabo قسم الواحات الخارجة‎?) (ICAO: HEBL - IATA: ABS) è un aeroporto nazionale egiziano a circa 2 km a nord della città di Abu Simbel. 
Da questo aeroporto operano regolarmente voli le seguenti compagnie aeree: Air Cairo (con destinazione Assuan e, a paertire dal 30 ottobre 2023, Il Cairo) ed Egyptair (con destinazione Assuan).